# Ophiusa violascens
Ophiusa violascens  là một loài bướm đêm thuộc họ Erebidae. Nó được tìm thấy ở Châu Phi, bao gồm Nam Phi.